# Anna Maria Bottini
Anna Maria Bottini (* 24. März 1916 in Mailand; † 9. August 2020) war eine italienische Schauspielerin.

## Leben
Die großgewachsene, schlanke Bottini begann ihre Filmkarriere 1938, als sie in I figli del marchese Lucera erstmals ihre lebendige Ausdrucksfähigkeit unter Beweis stellte. Der Zweite Weltkrieg unterbrach bald ihre Ambitionen; nach dessen Ende spielte sie zunächst Theater, wo sie in immer ähnlichen Charakterrollen wenig gefordert war. Selten mit einer Hauptrolle betraut, war sie an Luchino Viscontis Veglia la mia casa, Angelo 1958 beteiligt. Auch beim Film nutzte man ab und an ihre Fähigkeiten, ebenfalls nur in Nebenrollen, in denen Bottini sowohl aggressive wie auch witzige Darstellungen abliefern konnte. Zwei Filme stechen hervor: Jules Dassins Wo der heiße Wind weht 1958 sowie Viscontis Der Leopard fünf Jahre später. Vereinzelt nahm Bottini auch Fernsehangebote an. Nach 1977 trat sie nur noch auf Theaterbühnen oder im Fernsehen in Erscheinung.

## Filmografie (Auswahl)
- 1939: I figli del marchese Lucera
- 1950: Straßenlieder (Canzoni per le strade)
- 1958: Wo der heiße Wind weht (La legge)
- 1959: I tartassati
- 1963: Der Leopard (Il gattopardo)
- 1964: Das ausgeliehene Mädchen (La ragazza in prestito)
- 1973: Hilfe, ich bin Spitz…e! (Rugantino)
- 1977: La bella e la bestia
- 1985: Il berretto a sonagli (Fernsehfilm)
- 1991: Doris, una diva di regime (Fernsehfilm)